# Perry (Utah)
Perry é uma cidade localizada no estado norte-americano de Utah, no Condado de Box Elder.

## Demografia
Segundo o censo norte-americano de 2000, a sua população era de 2383 habitantes.
Em 2006, foi estimada uma população de 3407, um aumento de 1024 (43.0%).

## Geografia
De acordo com o United States Census Bureau tem uma área de
19,9 km², dos quais 19,9 km² cobertos por terra e 0,0 km² cobertos por água.

## Localidades na vizinhança
O diagrama seguinte representa as localidades num raio de 12 km ao redor de Perry.